# Venelle Bleue
Venelle Bleue (en néerlandais : Blauwdreveken) aussi appelée Venelle aux Jeux de par sa continuité est une petite rue sans issue bruxelloise de la commune de Woluwe-Saint-Pierre qui débute au niveau de la Rue Emmanuel Mertens sur une longueur totale de 90 mètres. A noter qu'un sentier d'une dizaine de mètres permet de rejoindre à pied la Venelle aux Jeux.